# عمران شراونی
عمران شراونی (انگلیسی: Imran Sherwani؛ زادهٔ ۹ آوریل ۱۹۶۲) بازیکن هاکی روی چمن اهل بریتانیا است.
وی در مسابقات کشوری و بین‌المللی در مجموع برندهٔ ۱ مدال طلا، ۱ مدال نقره شده‌است.